# Médium – Veszedelmes erő
A Médium – Veszedelmes erő (eredeti címén Momentum) 2003. július 26-án bemutatott amerikai-német televíziós film, amely az Amerikai Egyesült Államok-béli Sci Fi Channelen jelent meg. 
A film rendezője James Seale, forgatókönyvírója Deverin Karol, zenéjét Joseph Williams szerezte. A főbb szerepekben Louis Gossett Jr., Teri Hatcher és Zachary Shefford látható.

## Szereplők
| Színész           | Szerep           | Magyar hang        | Magyar hang            |
| Színész           | Szerep           | 1. magyar változat | 2. magyar változat     |
| ----------------- | ---------------- | ------------------ | ---------------------- |
| Louis Gossett Jr. | Raymond Addison  | Rajhona Ádám       | Medgyesfalvy Sándor    |
| Teri Hatcher      | Jordan Ripps     | Hegyi Barbara      |                        |
| Zachary Shefford  | Grayson McCouch  | Nagy Ervin         | Hanyecz Róbert         |
| Michael Massee    | Adrian Geiger    | Csankó Zoltán      |                        |
| Nicki Aycox       | Tristen Geiger   | Hámori Gabriella   | Stéfán-Bodor Mária     |
| Carmen Argenziano | Frank McIntyre   | Forgács Gábor      |                        |
| Morocco Omari     | Lincoln          | Selmeczi Roland    |                        |
| Zahn McClarnon    | Hawk             | Kaszás Attila      | Szőke-Kavinszky András |
| Daniel Dae Kim    | Frears ügynök    | Szabó Máté         |                        |
| Alexondra Lee     | Brooke           | Bognár Anna        |                        |
| Zach Galligan     | Hammond igazgató | Rába Roland        |                        |

## Fordítás
- Ez a szócikk részben vagy egészben  a   Momentum (2003 film) című angol Wikipédia-szócikk ezen változatának fordításán alapul.  Az eredeti cikk szerkesztőit annak laptörténete sorolja fel. Ez a jelzés csupán a megfogalmazás eredetét és a szerzői jogokat jelzi, nem szolgál a cikkben szereplő információk forrásmegjelöléseként.